# بلدة ريتشموند (مقاطعة ماكومب)
ريتشموند، مقاطعة ماكومب (بالإنجليزية: Richmond Township, Macomb County, Michigan)‏ هي بلدة تقع بولاية ميشيغان في الولايات المتحدة. تبلغ مساحتها 96.5 (كم²)، وترتفع عن سطح البحر 232 م، بلغ عدد سكانها 3416 نسمة في عام تعداد الولايات المتحدة 2000 حسب إحصاء مكتب تعداد الولايات المتحدة وتصل الكثافة السكانية فيها 35.4 نسمة/كم2.

## وصلات خارجية
- The US50 - Cities and Towns in Michigan State
- Michigan Cities and Towns, Facts, Map, Flag, Colleges, Government, and More